# Ali Koç
Yıldırım Ali Koç (født 2. april 1967) er en tyrkisk forretningsmand. Han er et tredjegenerationsmedlem af Tyrkiets rigeste Koç-familie og den yngste søn af Rahmi Koç. I juni 2018 blev han den 37. præsident for Fenerbahçe SK.